# Mezam
Departament Mezam – departament w Regionie Północno-Zachodnim w Kamerunie ze stolicą w Bamenda. Na powierzchni 1 745 km² żyje około 465,6 tys. mieszkańców.